# Niederbösa
Niederbösa är en kommun och ort i Kyffhäuserkreis i förbundslandet Thüringen i Tyskland.
Kommunen ingår i förvaltningsgemenskapen Greußen tillsammans med kommunerna Clingen, Oberbösa, Topfstedt, Trebra, Wasserthaleben och Westgreußen.